# Château de Lutzelbourg (Ottrott)
Pour les articles homonymes, voir Château de Lutzelbourg.
Le château de Lutzelbourg (Vorder-Lützelburg) est un monument historique situé à Ottrott, dans le département français du Bas-Rhin.

## Localisation
Ce bâtiment est situé au lieu-dit Jungrain à Ottrott.

## Historique

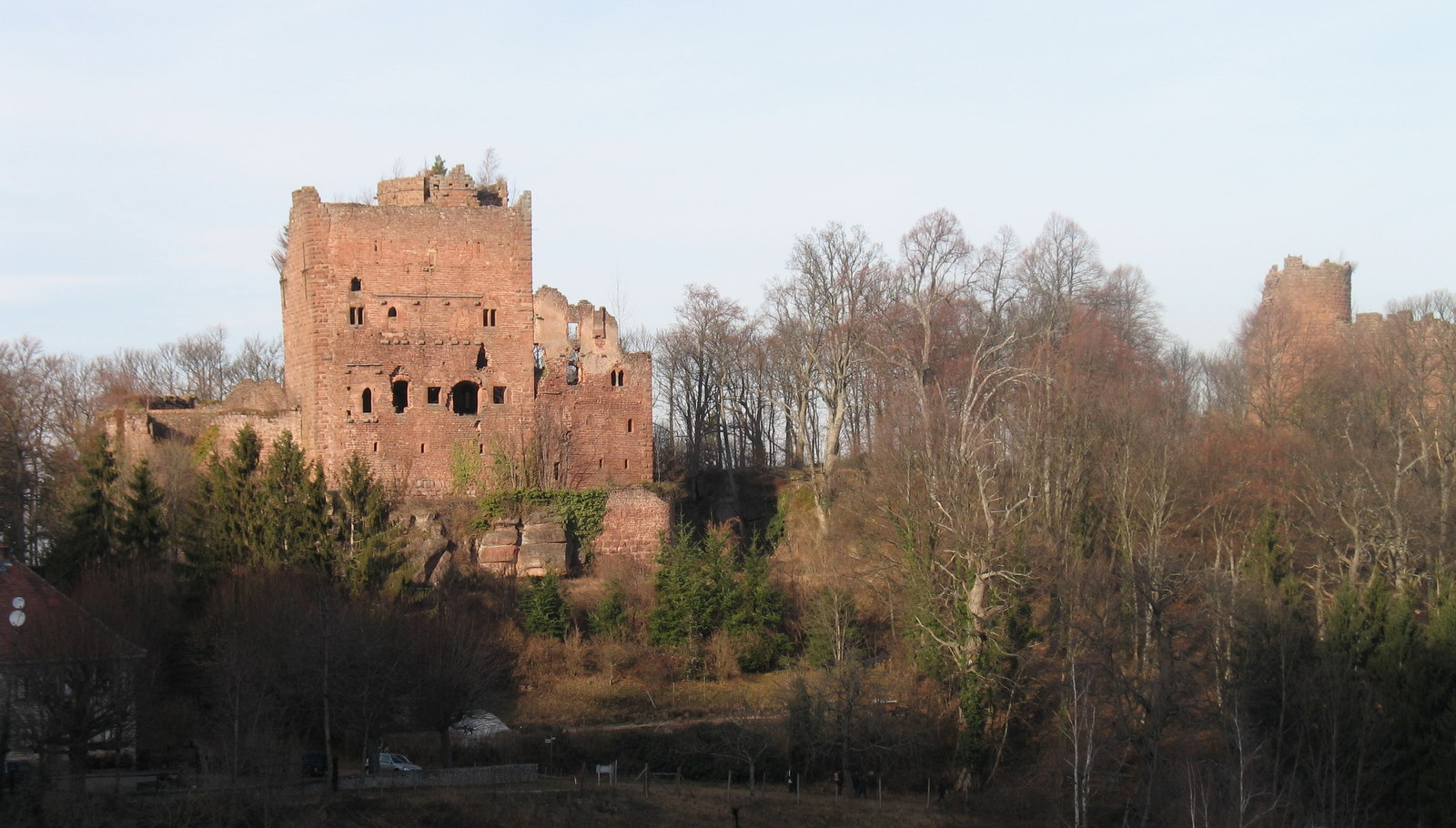
Le château d'Ottrott, Rathsamhausen sur la gauche et Lutzelbourg en arrière-plan.

Les « châteaux d'Ottrott » (château de Lutzelbourg (XIIIe – XVe siècle), château du vieux Lutzelbourg (XIe – XIIe siècle), château de Rathsamhausen (XIIe – XVIe siècle) sont trois ruines de châteaux médiévaux, au-dessus de la ville d'Ottrott, dans le département du Bas-Rhin de l'est de la France (Alsace).
Les châteaux d'Ottrott ont été construits sur le plateau d'Elsberg à environ 500 mètres au-dessus des terres environnantes. Deux ruines, séparées d'à peine cinquante mètres, se dressent désormais ici : le Rathsamhausen à l'ouest du site et le Lutzelbourg à l'est.
Des fouilles récentes ont découvert les fondations d'un château primitif entre les ruines actuelles des châteaux. Ce château primitif, nommé Vieux Lutzelbourg, fut très certainement construit avant 1076 à l'initiative des comtes d'Eguisheim, avoués du monastère de Hohenbourg (Sainte-Odile) situé à quelques kilomètres.
Cette première structure a été détruite par les Hohenstaufen au début du XIIe siècle mais a été immédiatement relevée par eux pour être finalement inféodée à Conrad de Lutzelbourg en 1196. En 1198, elle a été détruite par un incendie criminel par les Eguisheim-Dabos.
La construction du nouveau château, connu au milieu du XVIe siècle sous le nom de Rathsamhausen, fut commencée au début du XIIIe siècle sous Othon II de Bourgogne qui avait décidé de reprendre le contrôle de la région.
Les travaux doivent avoir pris fin après 1220, le Lutzelbourg étant toujours présent sur les lieux, car en 1230 Élisabeth de Lutzelbourg est nommée abbesse du monastère de Hohenbourg. Au milieu du XIIIe siècle, le château actuellement appelé Lutzelbourg a été construit juste en dessous de Rathsamhausen.

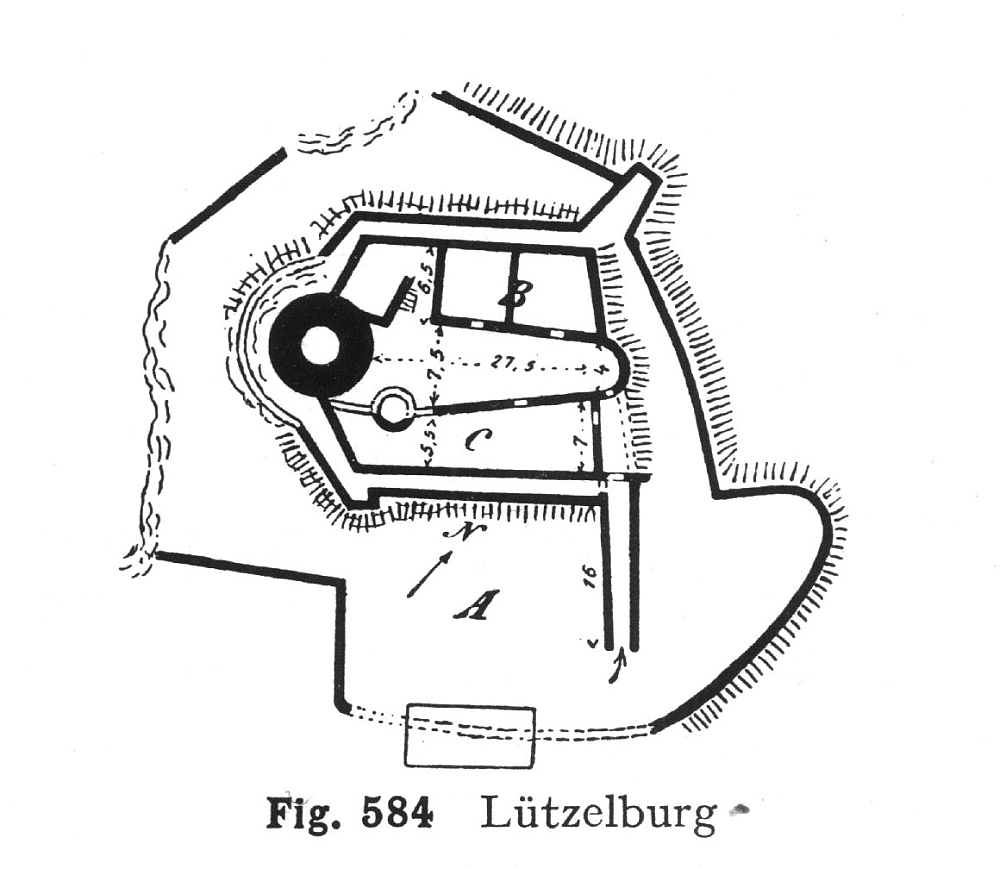
Plan du Lutzelbourg.

Les visiteurs du site remarquent que les défenses du Lutzelbourg sont tournées vers son voisin, toujours aux mains du Hohenstaufen. Les historiens supposent qu'il a été construit à l'initiative de l'évêque de Strasbourg, Henri de Stahleck, pour prendre le contrôle des possessions impériales.
Pendant les travaux, les défenseurs de Rathsamhausen ne sont pas restés les bras croisés et ont construit un impressionnant donjon face à son voisin.
À la fin du XIIIe siècle, les Hohenstaufen avaient déjà perdu toute leur influence sur l'Empire et une sorte d'accord a probablement été trouvé entre Rodolphe Ier de Habsbourg et le parti épiscopal. En 1392, Lutzelbourg fut confié aux comtes d'Andlau qui cédèrent leurs droits l'année suivante aux Rathsamhausen-Ehenweiers déjà en possession du château voisin. Ils entreprirent de reconstruire les deux au début du XVe siècle.
Le Lutzelbourg fut de nouveau détruit entre 1470 et 1570, probablement en 1525 pendant la guerre des paysans, tandis que Rathsamhausen fut successivement inféodé en 1424 à Henri de Hohenstein puis à son gendre, Daniel de Mullenheim.
Des travaux de rénovation de style Renaissance ont été entrepris par les Mullenheim entre 1520 et 1530. Conrad de Rathsamhausen a finalement racheté le château en 1557 à Caspar de Mullenheim.
Il a depuis été connu sous le nom de Rathsamhausen, le nom qu'il porte aujourd'hui. Le château a été pillé et ruiné pendant la guerre de Trente Ans.
Les châteaux d'Ottrott sont aujourd'hui une propriété privée.
L'édifice fait l'objet d'une inscription au titre des monuments historiques depuis 1985. Les bénévoles de l'association Chantiers histoire et architecture médiévales (C.H.A.M) ont participé à sa restauration entre 1991 et 1992.

## Description
À noter l'archère à niche du XIIIe siècle, équipée d'un placard mural, orienté vers le château voisin de Rathsamhausen.